# Trammelant (De Haan)
Trammelant is een jaarlijks evenement in de Belgische kustgemeente De Haan. Het festival is  immaterieel Vlaams erfgoed. en vindt elke eerste zaterdag van augustus plaats, tenzij deze op 1 augustus valt. Tot 2023 fleurden historische trams het festival op dankzij de inzet van vrijwilligersvereniging TTO-Noordzee. 
Brocantemarkten, smulkramen en belle-époque-taferelen in het historische decor van de concessiewijk De Haan kleuren het feest.

## Geschiedenis
- In 1976 werd het Tramstation De Haan aan Zee met de afbraak bedreigd.
- In 1977 kocht de kersverse gemeente De Haan (uit een fusie van gemeenten Klemskerke, Vlissegem en Wenduine) het tramhuisje van de NMBS voor een symbolische Belgische frank en redde het van de sloop.
- Om de redding en het 75-jarig bestaan van het tramhuisje te vieren, organiseerde het nieuwe "Toerisme-comité" onder leiding van voorzitter Freddy Masson een feest. Het was een evidentie dat het element 'tram' het feest kleur gaf. Na wat snuisteren in de Dikke Van Daele krijgt het feest de naam Trammelant.
- In augustus 1978 was er de eerste editie van het Trammelant-festival op en rond het Koninklijk plein en het tramhuis. Feestvierders kleedden zich in klassieke belle-époque-kledij.
- Na de zomer van 1978 stond vast dat het festival jaarlijks zou worden voortgezet uitgebreid.
- In augustus 2018 vierde het festival haar 40-jarige jubileumeditie.
- In 2024 werd de aanwezigheid van de historische trams geannuleerd wegens een verbod op het rijden met museumtrams op de tramnetten van De Lijn in Vlaanderen.

## Geannuleerde 15de editie
Op zaterdag 7 augustus 1993 werd de 15de editie van het Trammelant-festival in De Haan geannuleerd. Alle feesten in België werden die dag geannuleerd naar aanleiding van de begrafenisplechtigheid van koning Boudewijn. Het land was in rouw vanwege zijn onverwachte overlijden op 31 juli 1993.

## Galerij

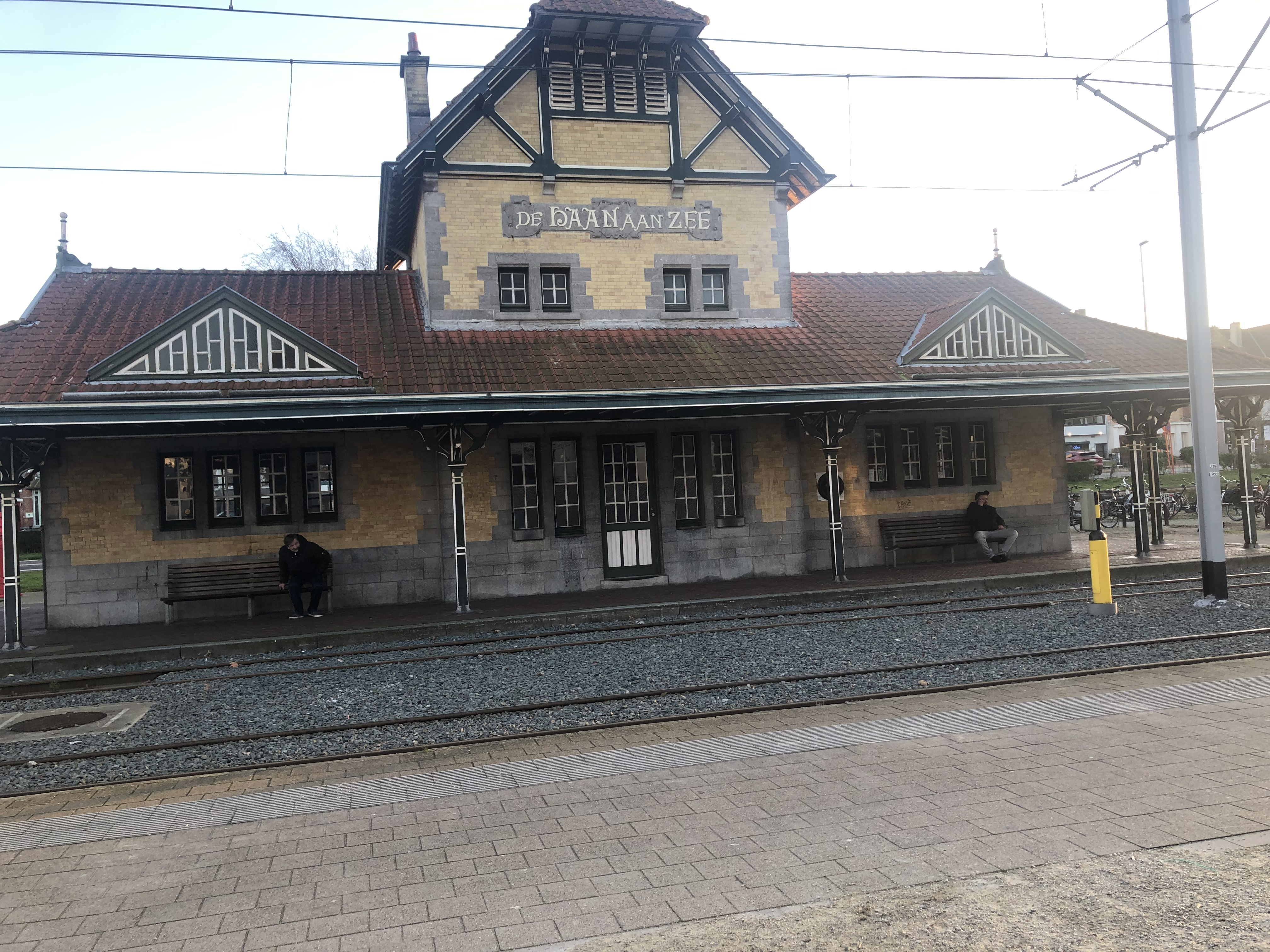
Tramhuisje De Haan
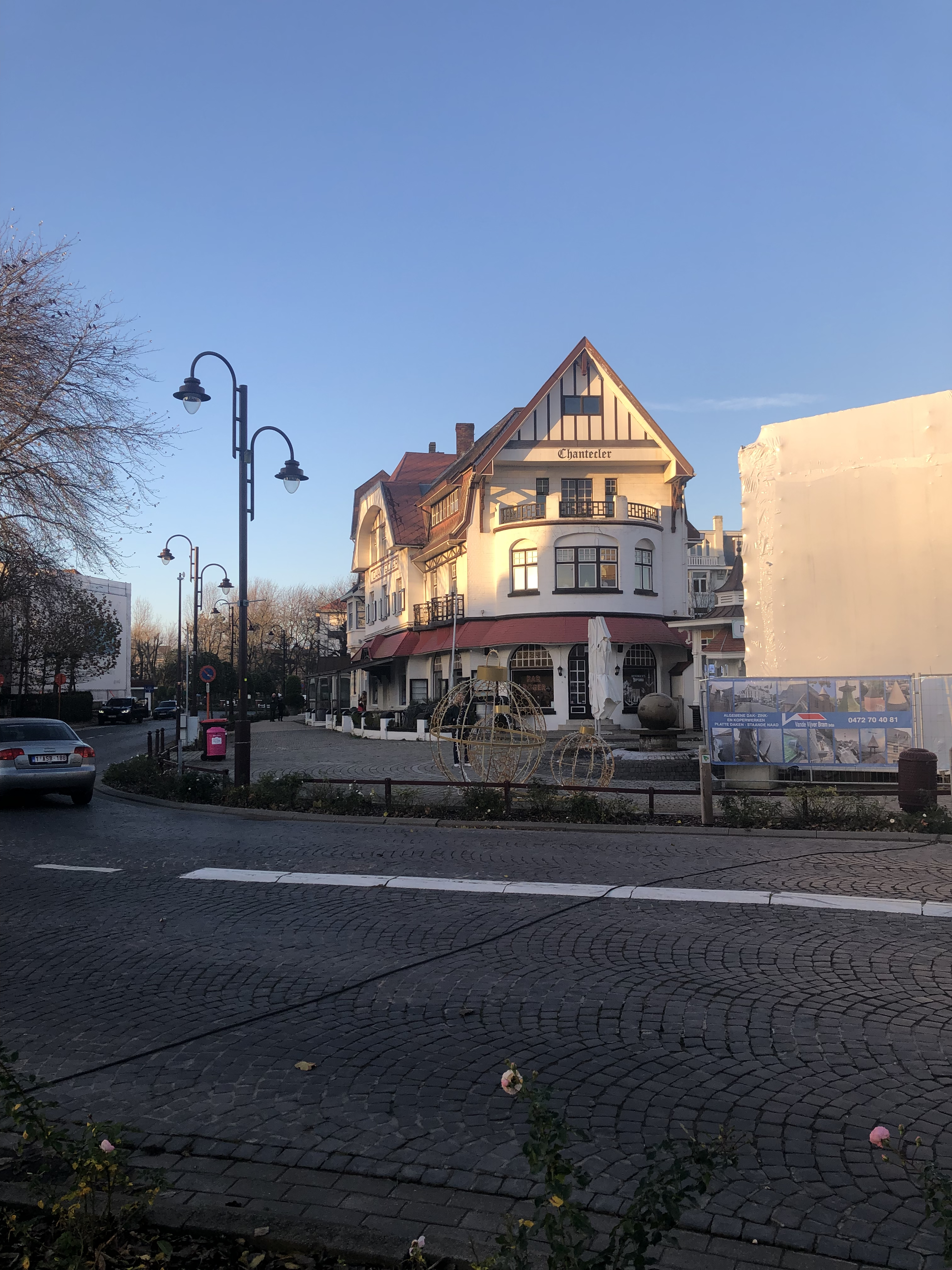
Koninklijk plein De Haan
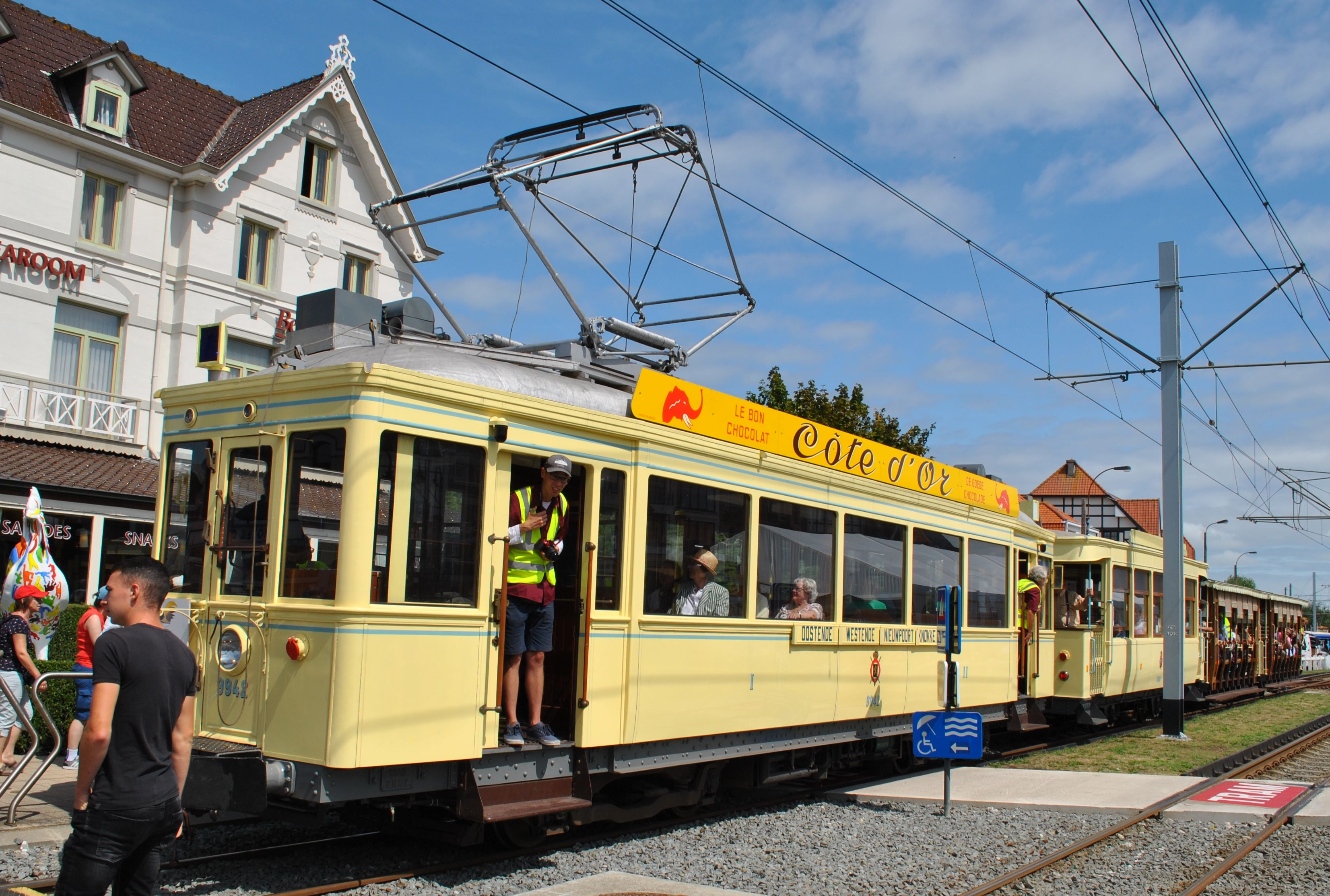
Historische tram tijdens editie 2019